# Área de influencia ambiental
El área de influencia ambiental es el espacio geográfico sobre el cual las actividades mineras y proyectos ejercen algún tipo de impacto sobre la flora, fauna, agua, aire, poblaciones, paisajes, patrimonio arqueológico, etc. Debe estar incluida en el estudio de impacto ambiental.
La importancia de su delimitación se debe a su rol referencial, dado que la alteración de un factor ambiental solo puede entenderse en términos relativos, es decir del espacio que se afecta frente a la totalidad existente.
Esta área debería tomar en cuenta las cuencas hidrográficas, provincias hidrogeológicas, sistemas acuíferos, unidades ambientales costeras, ecosistemas, unidades de paisaje, unidades territoriales, áreas protegidas, concesiones, áreas de conservación identificadas dentro del estudio ambiental.
En Perú, de acuerdo al Decreto Supremo N°040-2014-EM Reglamento de Protección y Gestión Ambiental para las Actividades de Explotación, Beneficio, Labor General, Transporte y Almacenamiento Minero, se definen los siguientes términos:
1. Área de Influencia Directa: Comprende los espacios ubicados por los componentes y las áreas afectadas directamente durante el ciclo de vida de la actividad minera. A su vez comprende al área de influencia directa ambiental y social.
2. Área de Influencia Indirecta: Comprende a los espacios ubicados fuera del área de influencia directa y se establece en base a los impactos ambientales indirectos de los componentes del proyecto durante todo su ciclo de vida.

Esta área solo puede ser modificada a solicitud del titular del instrumento de gestión ambiental o de la autoridad fiscalizadora mediante una resolución que ordene la modificación del estudio.Además, en base a los potenciales impactos del proyecto identificados en esta área se diseñan las principales medidas del Plan de Manejo Ambiental.

## Delimitación del área de influencia
En Colombia se cuenta con un marco metodológico donde se debe tomar en cuenta:.

### Etapa de pre-campo
- Información cartográfica secundaria de cada componente y de fuentes oficiales.
- Identificar aspectos relevantes como cambio de cobertura de la tierra.
- Establecer puntos de interés físicos, bióticos y socioeconómicos del proyecto.
- Actividades propuestas para el proyecto.
- Identificar y definir las unidades mínimas de análisis para cada componente relevante para la delimitación del área de influencia.
- Trazar un polígono de área de influencia preliminar.

### Etapa de campo
- Realizar un reconocimiento del área.
- Hacer un levantamiento de información primaria para cada uno de los medios (abiótico, biótico y socioeconómico).
- Realizar talleres de impactos con las comunidades y autoridades del área de influencia para recojer sus opioniones respecto a los impactos propuestos .

### Etapa pos-campo
- Ajustar el área de influencia
- Señalar los procedimientos para establecer el área de influencia
- Tomar en cuenta los escenarios más críticos de manifestación y trascendencia de los impactos ambientales identificados.
- Considerar los comportamientos establecidos mediante estudios previos de proyectos realizados en el área.

## Participación de las comunidades campesinas y nativas
En el Perú, el estado debe salvaguardar los derechos de estas comunidades y promueve su derecho a la participación ciudadana efectiva considerando el área de influencia del proyecto, sus características y el entorno a fin de mejorar la comunicación, diseño y desarrollo correcto del proyecto y medidas necesarias según correspondan a los impactos generados por el proyecto, así como  los riesgos que se podrían generar de acuerdo a lo previsto en el Convenio 169 de la OIT, Convenio sobre Pueblos Indígenas y Tribales en Países Independientes.